# Pterostichus fenyesi
Pterostichus fenyesi är en skalbaggsart som beskrevs av Csiki. Pterostichus fenyesi ingår i släktet Pterostichus och familjen jordlöpare. Inga underarter finns listade i Catalogue of Life.